# 황인보
황인보(1979년 ~ )는 대한민국의 배우이다.

## 출연작

### 영화
- 《제8일의 밤》 (2021년) - 건설인부 2 역
- 《자산어보》 (2021년) - 백성 1 역
- 《지푸라기라도 잡고 싶은 짐승들》 (2020년) - 폐차장 관리인 역
- 《변산》 (2018년) - 사회자 역
- 《우리는 형제입니다》 (2014년) - 카메라 김감독 역
- 《고고70》 (2008년) - 고고족 역
- 《대한이, 민국씨》 (2008년) - 말년병장 역
- 《11》 (2008년) - 주완 역
- 《스카우트》 (2007년) - 시위대 대장 역
- 《가문의 부활 - 가문의 영광 3》 (2006년) - 석재 친구 2 역
- 《한반도》 (2006년) - 광화문 군인 역
- 《비열한 거리》 (2006년) - 피씨방 독사파 역

### 드라마
- 《돌아온 일지매》 (MBC, 2009년)
- 《과거를 묻지 마세요》 (OCN, 2007년)